# Рамон Жуфреза
Рамон Жуфреза (ісп. Ramón Jufresa, 18 квітня 1970) — іспанський хокеїст на траві.
Учасник Олімпійських Ігор 1992, 1996, 2000 років. Срібний призер 1996 року.
Срібний призер Чемпіонату світу 1998 року.
Бронзовий призер Трофею чемпіонів 1997 року.